# Etmopterus pusillus
Espèce
Synonymes
- Acanthidium pusillum Lowe, 1839

Répartition géographique
Statut de conservation UICN

 LC  : Préoccupation mineure
Etmopterus pusillus est une espèce de poissons abyssaux de la famille des Etmopteridae.

## Description
Cette espèce peut atteindre 48 cm de long.
Etmopterus pusillus est long et mince avec une longue queue. Sa tête est plate, avec un museau épais, court et plat.
La deuxième nageoire dorsale est beaucoup plus grande que la première, elle fait presque deux fois sa taille.
Il est brun pâle ou brun foncé.

### Reproduction
Ce poisson est ovovivipare.

#### Alimentation
Etmopterus pusillus se nourrit d'œufs de poissons, de poissons-lanternes et de calmars.

## Répartition
Cette espèce se rencontre au sud du Brésil, en Argentine, au Portugal, en Namibie, en Australie, en Nouvelle-Zélande et au Japon. Un spécimen a été prélevé au large des Guyanes.

## Galerie

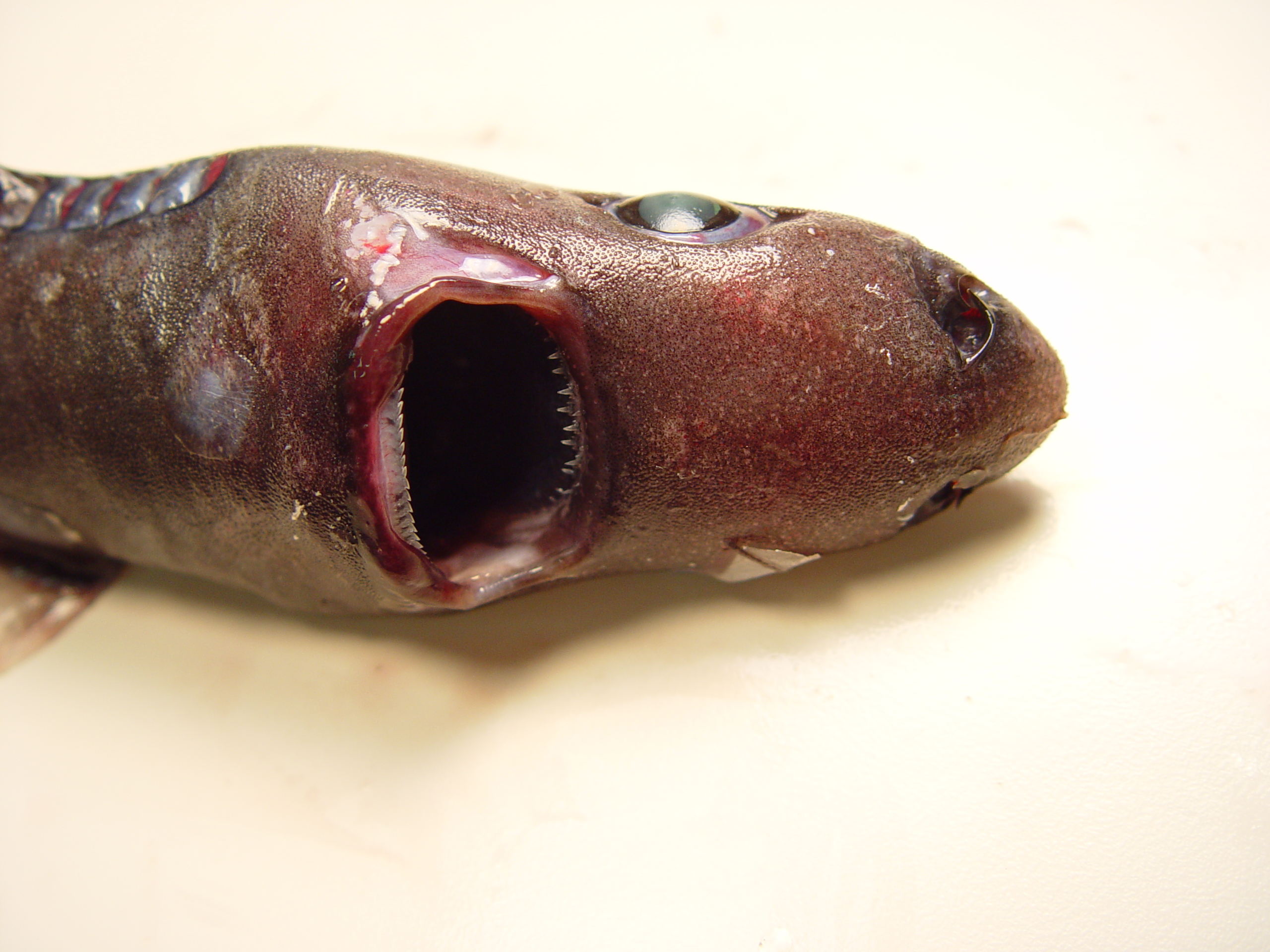
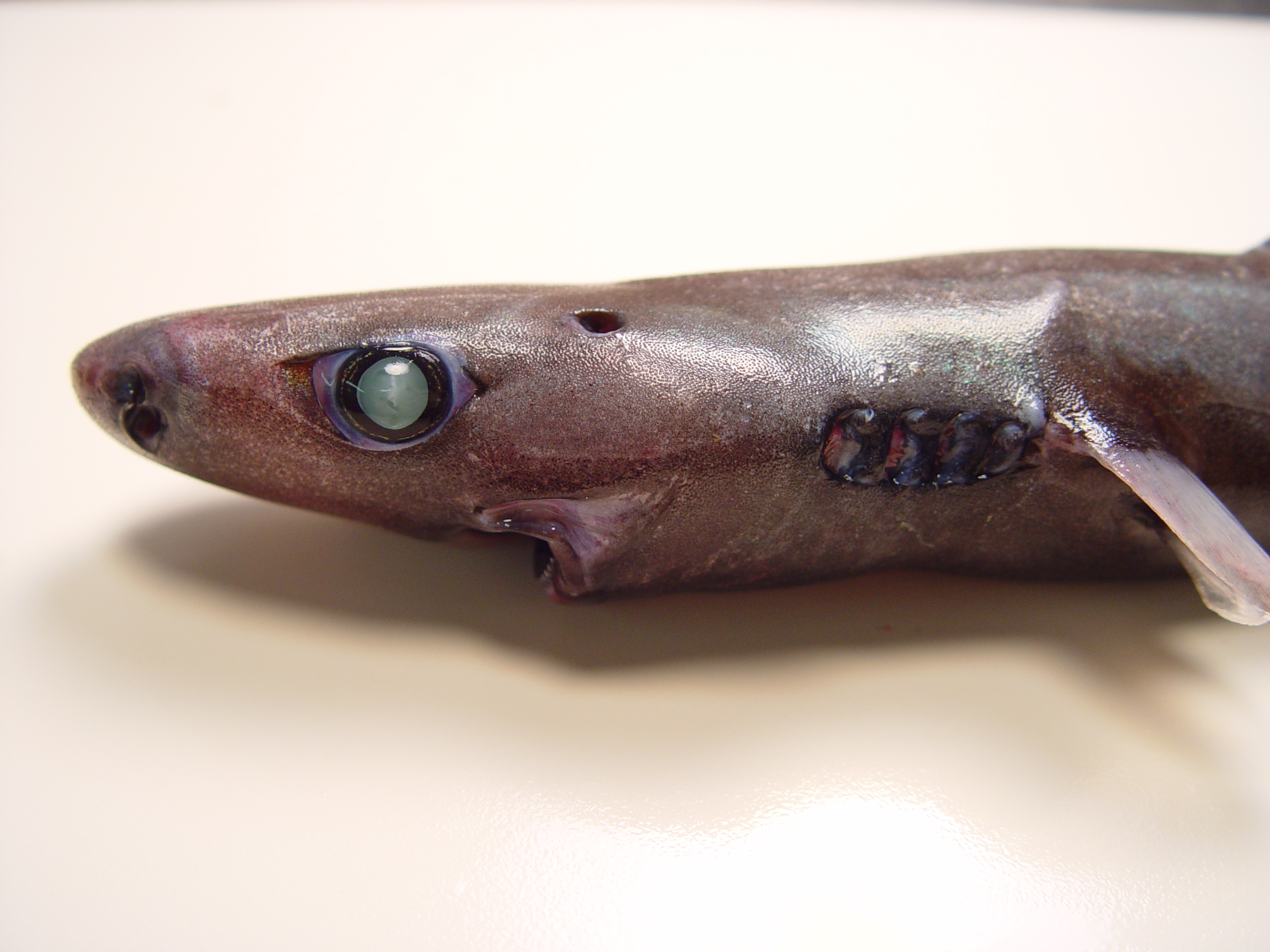
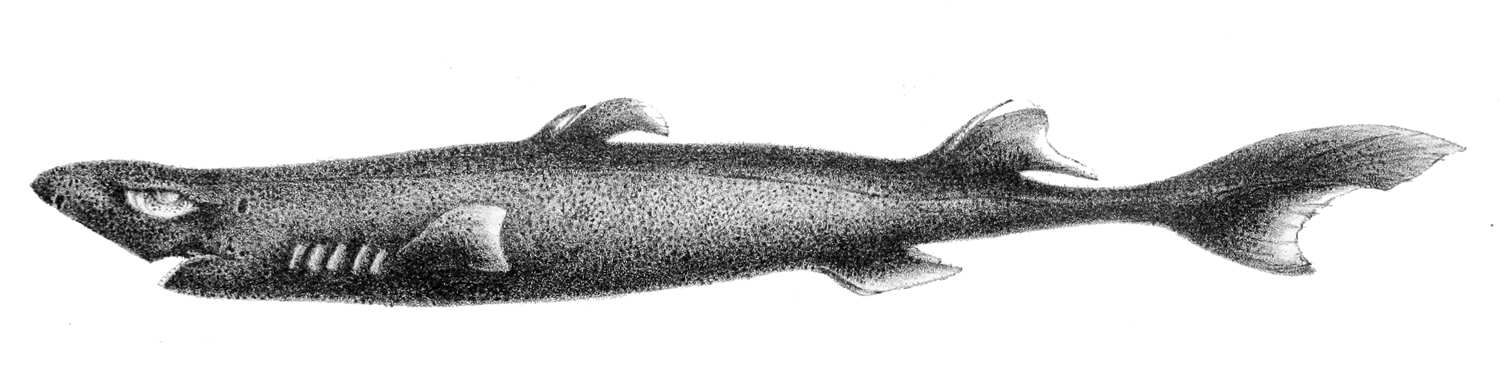
Une illustration de 1843